# Посёлок имени Карла Либкнехта
Посёлок имени Ка́рла Ли́бкнехта — посёлок городского типа в Курчатовском районе Курской области России.
Образует одноимённое муниципальное образование посёлок им. К. Либкнехта со статусом городского поселения как единственный населённый пункт в его составе.
Население — 7969 человек (2021 год).
Расположен на левом берегу реки Сейм (приток Десны). Железнодорожная станция (Блохино) на линии Курск — Льгов.

## История
Населённый пункт существует более 400 лет. Основан на берегу реки Пенка в 1606 году. Ранее назывался Пены (название сохранилось в разговорной речи среди местного населения), переименован в честь Карла Либкнехта.
В посёлке до начала Великой Отечественной войны находились ремонтно-механические мастерские (по другим данным — завод) имени Карла Либкнехта, которые в 1941 году вместе с персоналом в кратчайшие сроки были эвакуированы в Киргизскую ССР. На базе оборудования мастерских, эвакуированных из посёлка в Сокулукском районе, в посёлке городского типа Краснооктябрьском был построен Сокулукский завод «Торгмаш», где выпускались прицепы-цистерны АЦПТ-0,9, полевые кухни КП-125М, автоцистерны 806 (АЦ-4.2-53А) на шасси ГАЗ-53-12.
Статус посёлка городского типа с 1930 года.

## Население
| 1931  | 1939  | 1959  | 1970    | 1979  | 1989  | 2002  | 2009  | 2010  |
| ----- | ----- | ----- | ------- | ----- | ----- | ----- | ----- | ----- |
| 1843  | ↗5730 | ↗7012 | ↗10 272 | ↘9884 | ↘9833 | ↘8216 | ↘7768 | ↘7682 |
| 2012  | 2013  | 2014  | 2015    | 2016  | 2017  | 2018  | 2019  | 2020  |
| ↗7687 | ↗7839 | ↘7816 | ↗7870   | ↘7859 | ↗7908 | ↘7831 | ↘7674 | ↘7620 |
| 2021  |       |       |         |       |       |       |       |       |
| ↗7969 |       |       |         |       |       |       |       |       |

## Экономика
- Бетонный завод
- Завод изготовления железобетонных сооружений.
- Машиностроительный завод (закрыт)
- Сахарный комбинат (закрыт)